# Dig for Fire
«Dig for Fire» es una canción de la banda estadounidense de rock alternativo Pixies. La canción aparece en el álbum de 1990 Bossanova, y se lanzó como sencillo en octubre de 1990. La canción llegó al puesto número once de la lista Modern Rock Tracks y al número 62 en la lista de sencillos del Reino Unido.
La canción compartió un videoclip con otra canción de Bossanova, la más corta de duración "Allison". Según Francis, la canción es un tributo a Talking Heads.
La versión que aparece en el sencillo de "Dig For Fire" es diferente a la versión del álbum.

## Sencillos
Las siguientes pistas aparecen en el sencillo:
1. «Dig for Fire» (Francis) - 2:51
2. «Velvety» Versión instrumental (Francis) - 2:04
3. «Winterlong» - (Young) - 3:07
4. «Santo» - (Francis) - 2:16

## Personal
- Black Francis - guitarra, voz
- Kim Deal - bajo, voz
- David Lovering - batería, voz
- Joey Santiago - guitarra
- Vaughan Oliver - diseño artístico
- Chris Bigg - asistente de diseño
- Simon Larbalestier - fotografía